# Хаджи-Махмуд ибн Мухаммад
Хаджи-Махмуд, сын Мухаммада (конец XVI — начало XVII) — первый известный историографии кадий Акуша-Дарго, упоминается как «кадий эпохи», участник антииранской войны.

## Биография
Хаджи-Махмуд или Гаджи-Махмуд является первым, известным по имеющимся источникам, акушинским кадием. Жил он в конце XVI — начале XVII веков и был назван кадием эпохи. Его отца звали Мухаммад и, исходя из того, что титул кадия часто передавался от отца к сыну, историками предполагается, что Мухаммад тоже был кадием.

Кадий упоминается в контексте описанием сражения верхнедаргинцев и сюргинцев с сефевидскими войсками шаха Аббаса I в 1612 году. В этом году он переписал рукопись «Халл ал-Иджаз» Таджуддина Мухаммед ал-Жерамани. В рукописи содержится запись, в которой говорится: 
«Переписал эту книгу Гаджи-Махмуд, сын Магомеда по прозвищу кадий ал-аср (кадий эпохи) в 1021 году во время борьбы шиитов (персов) и еретиков (хариджитов), и Юсуп-хана (правитель Ширвана) с Дарго, Сирга и Атразом и в итоге победило Дарго над Юсуп-ханом и злодеями и из его войска было убито 2000 вооруженных воинов».
Судя по этой и другим древним записям, в 1612 году сефевидские силы во главе с ширванским наместником Юсуп-ханом зашли на верхнедаргинские территории, чтобы помочь Гирею Тарковскому в удержании даргинцев в составе шамхальства. Но их войска потерпели поражение, потеряв убитыми 2 тысяч вооружённых человек. Поход повторился в 1613—1614 годах, но тоже без результата.

Профессор Расул Магомедов так характеризует Хаджи-Махмуда:
«Хаджи-Махмуд — это первый известный по имени кадий — глава этого союза. Переписанная им книга свидетельствует о его хорошей образованности, а сделанная им в конце запись о его общественной активности и антииранской ориентации. Видимо, после этого нет сомнений, что даргинские земли уже тогда поменяли свой статус, превратились в сильное республиканское государственное образование».
После Хаджи-Магомеда кадии в источниках не упоминаются вплоть до 80-х годов XVII века. В 1685 году упоминается кадий Абд-ал-Халим.